# Jean-Pierre Siméon
Pour les articles homonymes, voir Siméon.
Jean-Pierre Siméon est un poète, romancier, critique et dramaturge français né à Paris (XIIIe) le 6 mai 1950.
Il est l’auteur de nombreux recueils de poésie, de romans, de livres pour la jeunesse, de nombreuses pièces de théâtre et d’un essai sur le théâtre.

## Biographie
Sa mère, Denise, est institutrice et son père, Roger, fait carrière dans l'administration de l’Éducation nationale et devient responsable des publications à la faculté des lettres de Clermont-Ferrand où la famille s'installe en 1962.
Il participe activement à de nombreux festivals nationaux et internationaux, dans le cadre de son activité de poète et de directeur du Printemps des poètes.

### Enseignant
Agrégé de lettres modernes en 1974, Jean-Pierre Siméon est nommé à Saint-Brice-en-Coglès, où il écrit Saint Marc le Bleu, joué par les habitants. Il enseigne à l’IUFM de Clermont-Ferrand de 1983 à 2004, au département des Écritures Dramatiques de l'ENSATT à Lyon jusqu'en 2010 puis donne des cours d’écriture théâtrale à SciencesPo Paris.

### Écrivain
Il compose parallèlement une œuvre variée : recueils de poèmes, mais également romans, livres pour la jeunesse et pièces de théâtre.
Il collabore à diverses revues de création littéraire (Commune, Jungle, Faites entrer l'infini, Les Cahiers de l’Archipel, etc.), il écrit dans L’Humanité comme critique littéraire et dramatique.
À partir de 1996, il s’intéresse au théâtre. Pendant six ans « poète associé » au centre dramatique national de Reims à l’invitation de son directeur Christian Schiaretti, il suit ce dernier au théâtre national populaire, à Villeurbanne, d’abord en tant que « poète associé », puis comme dramaturge, par exemple avec sa pièce Stabat Mater Furiosa, montée pour la première fois en 1999 par Christian Schiaretti. Depuis, plus de cent quarante mises en scène ont été réalisées en France et à l'étranger. Cette pièce  a été traduite en neuf langues et jouée dans 22 pays.
En 2009, sa pièce Philoctète est créée à l’Odéon-Théâtre de l'Europe dans une mise en scène de Christian Schiaretti. Laurent Terzieff en est l’interprète principal.

### Directeur de collections
Au début des années 80, il rencontre Jean-François Manier et Martine Mellinette qui viennent de fonder au Chambon-sur-Lignon l'Imprimerie de Cheyne qui devient Cheyne éditeur. Il y est à l'origine de la collection Poèmes pour grandir et dirige avec Jean-Marie Barnaud la collection « Grands Fonds ». En janvier 2018, il succède à André Velter à la direction de la collection Poésie/Gallimard,,.

### Autres activités
En 1986, il crée la semaine de la poésie à Clermont-Ferrand, et devient directeur artistique du Printemps des Poètes de 2001 à 2017.
Lauréat du Prix Apollinaire en 1994, il en est président du jury depuis 2014. Il est membre du jury du prix Robert Ganzo. Avec Andrée Chedid et son petit-fils Matthieu, il initie le prix Andrée Chedid.
En 2000 il est conseiller à la Mission pour l’Art et la Culture du Ministère de l’Éducation Nationale.
En 2012 il produit sur France Culture, à la demande de Blandine Masson, la série Géographie du poème.
En 2017, il est nommé membre du jury du grand prix national de la poésie du ministère de la Culture.

## Publications
- Traquer la louve, Dijon, Paris, Le Pont de L'Épée, 1978, 47 p.
- Hypnose du silence, Mortemart, France, Rougerie Éditions, 1981
- Fuite de l'immobile, Le Chambon-sur-Lignon, France, Cheyne éditeur, 1984, 49 p. (ISBN 9782903705084, LCCN 85101369)Prix Artaud 1984
- Un Essaim amoureux, Le Chambon-sur-Lignon, France, Cheyne éditeur, 1986
- Passage du Désir, Bordeaux, Paris, Bruxelles, Éditions Le Castor Astral, coll. « Millésimes », 1988, 159 p. (ISBN 978-2-85920-145-6)Rééd. 2006  (ISBN 978-2859206321)
- Les Douze louanges, Le Chambon-sur-Lignon, France, Cheyne éditeur, 1990, 73 p. (ISBN 978-2-903705-47-3, LCCN 91117610)
- Eva R, Vevey, Suisse, Éditions de l'Aire, 1992, 190 p. (ISBN 978-2-88108-075-3, LCCN 92124739)
- Le Sentiment du monde, Le Chambon-sur-Lignon, France, Cheyne Editeur, 1993, 73 p., prix Apollinaire 1994  (ISBN 2-903705-75-5)
- Traité de la juste merveille, Le Chambon-sur-Lignon, France, Cheyne éditeur, 1996Bibliophilie, illustrations de Martine Mellinette.
- L'homme clos, Vevey, Suisse, Éditions de l'Aire, 1996, 58 p.
- Les petits jardins, Vevey, Suisse, Éditions de l'Aire, coll. « Roman », 1996, 102 p. (ISBN 978-2-88108-346-4, LCCN 95118904)
- Poèmes du corps traversé, Le Chambon-sur-Lignon, France, Cheyne éditeur, 1998, 73 p. (ISBN 978-2-903705-27-5, LCCN 88123934)
- Matière nuit, Bordeaux, Paris, Bruxelles, Éditions Le Castor Astral, 1998, 68 p. (ISBN 978-2-85920-296-5, LCCN 98233337)
- Ouvrant le pas, Le Chambon-sur-Lignon, France, Cheyne éditeur, coll. « Verte », rééd.1998, 144 p. (ISBN 978-2-84116-036-5)Rééd. de Présence Abandonnée Du Corps - Fuite De L'immobile - Trente Élégies De L'ardeur - Un Essaim Amoureux, parus chez Cheyne ou Rougerie
- Le sourire du chien, Vevey, Suisse, Éditions de l'Aire, coll. « Roman », 1999, 189 p. (ISBN 978-2-88108-051-7, LCCN 91164574)
- D'entre les morts, Besançon, France, Les Solitaires Intempestifs, coll. « Bleue », 2000, 88 p. (ISBN 978-2-912464-60-6)
- Stabat Mater Furiosa (suivi de) Soliloques, Besançon, France, Les Solitaires Intempestifs, coll. « Bleue », 2000, rééd. 2012, 96 p. (ISBN 978-2-84681-125-5)
- La Lune des pauvres, Besançon, France, Les Solitaires Intempestifs, coll. « Bleue », 2001, 80 p. (ISBN 978-2-84681-005-0)
- Quoique. Chroniques citoyennes, Le Chambon-sur-Lignon, France, Cheyne éditeur, 2002, 124 p. (ISBN 978-2-84116-037-2)
- Fresque peinte sur un mur obscur, Le Chambon-sur-Lignon, France, Cheyne éditeur, coll. « Verte », 2002, 87 p. (ISBN 978-2-84116-068-6, LCCN 2003442375)
- Charles Juliet, la conquête dans l'obscur, Paris, Éditions Jean-Michel Place, coll. « Poésie », 2003, 122 p. (ISBN 978-2-85893-722-6)
- Sermons joyeux (De la lente corruption des âmes dans la nuit tombante), Besançon, France, Les Solitaires Intempestifs, coll. « Bleue », 2004, 56 p. (ISBN 978-2-84681-092-0, OCLC 419225282)
- Lettre à la femme aimée au sujet de la mort, Le Chambon-sur-Lignon, France, Cheyne éditeur, 2005, 72 p. (ISBN 978-2-84116-101-0, LCCN 2006369760)prix Max-Jacob 2006
- Le bois de hêtres, précédé de Le sentiment du monde, suivi de La question et la preuve, Le Chambon-sur-Lignon, France, Cheyne éditeur, 2005, 186 p. (ISBN 978-2-84116-103-4)Édition revue et augmentée de 1993 et 1998, prix Guillaume-Apollinaire
- Algues, sable, coquillages et crevettes : Lettre d'un poète a des comédiens et a quelques autres passeurs, Le Chambon-sur-Lignon, France, Cheyne éditeur, 2006, 2e éd., 36 p. (ISBN 978-2-84116-018-1)
- Le Petit Ordinaire (Cabaret macabre), Besançon, France, Les Solitaires Intempestifs, coll. « Bleue », 2006, 112 p. (ISBN 978-2-84681-181-1, OCLC 470811586)
- Odyssée, dernier chant, Besançon, France, Les Solitaires Intempestifs, coll. « Bleue », 2006, 80 p. (ISBN 978-2-84681-184-2)
- Témoins à charge : Ou La comparution d'Eros et Thanatos devant les hommes, Besançon, France, Les Solitaires Intempestifs, coll. « Bleue », 2007, 80 p. (ISBN 978-2-84681-216-0, OCLC 470969697)
- Quel théâtre pour aujourd'hui ?, Besançon, France, Les Solitaires Intempestifs, coll. « Essais », 2007, 96 p., poche (ISBN 978-2-84681-215-3, présentation en ligne)
- Usages du poème, Genouilleux, France, Éditions La Passe du Vent, 2008, 134 p. (ISBN 978-2-84562-138-1)
- Philoctète, Besançon, France, Les Solitaires Intempestifs, coll. « Bleue », 2009, 96 p. (ISBN 978-2-84681-251-1, LCCN 2009524936)
- Le Testament de Vanda, Besançon, France, Les Solitaires Intempestifs, coll. « Bleue », 2009, 48 p. (ISBN 978-2-84681-250-4, OCLC 470570068)
- Traité des sentiments contraires, Le Chambon-sur-Lignon, France, Cheyne éditeur, 2011, 75 p.  (ISBN 978-2-84116-172-0)
- Théâtre 1999-2004, Besançon, France, Les Solitaires Intempestifs, coll. « Œuvres choisies », 2013, 373 p. (ISBN 978-2-84681-368-6)
- La poésie sauvera le monde, Le Passeur Éditeur, coll. « Hautes Rives », 14 janvier 2016, 96 p. (ISBN 978-2-36890-444-2)Adapté et mise en scène par Gérald Garutti, lu par Denis Lavant, avec Pascal Amoyel au piano (Cour du musée Calvet, Festival d'Avignon, 13 juillet 2022)
- Les yeux ouverts. Propos sur le temps présent, Le Passeur Éditeur, 2018.
- Pour un théâtre qui tient parole : suivi de Ce que signifiait Laurent Terzieff, Besançon, les Solitaires intempestifs, coll. « Du désavantage du vent », 2018, 62 p. (ISBN 9782846815086)
- La Politique de la beauté, Cheyne, 2018, 69 p.
- La traverse : tragédie-farce, Besançon, Les Solitaires intempestifs, coll. « Bleue », 2018, 96 p. (ISBN 978-2-84681-564-2)
- Levez-vous du tombeau : poèmes, Paris, Gallimard, 2019, 115 p. (ISBN 9782072845994)
- Une théorie de l'amour, Paris, Gallimard, coll. « Blanche », 4 novembre 2021, 112 p. (ISBN 9782072950728, présentation en ligne)
- Avenirs suivi de Le peintre au coquelicot, Paris, Éditions Gallimard, coll. « Blanche », 2024, 176 p. (ISBN 978-2073072276, présentation en ligne)
- Anthologie Esprit de résistance : L'année poétique : 118 poètes d'aujourd'hui, Éditions Seghers, 2025, 400 p. (ISBN 978-2232148095).

### Traductions
- Wilhelm Müller (traduit de l'allemand par Jean-Pierre Siméon), Le voyage d'hiver, Besançon, les Solitaires intempestifs, coll. « Traductions du XXIe siècle », 2000, 57 p. (ISBN 9782846812993)
- Michael West (traduit de l'américain par Loïc Brabant et Jean-Pierre Siméon), Foley, Besançon, les Solitaires intempestifs, 2006, 89 p. (ISBN 9782846811125)
- Carolyn Carlson (traduit de l'américain par Jean-Pierre Siméon), Brins d'herbe, Arles, Actes Sud, coll. « Le Souffle de l'esprit », 2011, 55 p. (ISBN 9782742797967)
- Carolyn Carlson (traduit de l'américain par Jean-Pierre Siméon), Dialogue avec Rothko : une lecture de "Untitled : black, red over black on red", 1964, Mark Rothko, Paris, Musée national d'art moderne-Centre Georges Pompidou, Ennetières-en-Weppes, Éd. Invenit, 2011, 51 p. (ISBN 9782918698272)
- Carolyn Carlson (trad. Jean-Pierre Siméon), Traces d'encre, Arles, Actes Sud, 2013, 111 p. (ISBN 9782330000172)
- Carolyn Carlson (traduit de l'anglais (américain) et préfacé par Jean-Pierre Siméon), Au bord de l'infini : suivi de Dialogue avec Rothko : poésie, Paris, le Passeur éditeur, 2019, 194 p. (ISBN 9782368906743)

### Pour la jeunesse
- À l'aube du buisson, Le Chambon-sur-Lignon, France, Cheyne éditeur, coll. « Poèmes pour grandir », 1985, 41 p. (ISBN 978-2-903705-16-9)
- La nuit respire, Le Chambon-sur-Lignon, France, Cheyne éditeur, coll. « Poèmes pour grandir », 1987, 39 p. (ISBN 978-2-903705-30-5)
- L'étrange, curieuse, bizzare, étonnante, stupéfiante, inquiétante, fabuleuse et véridique histoire de Népomucène, d'Iphigénie et du poivron flottant, Le-Puy-en-Velay, France, Atelier Poisson Soluble, 1995 (ISBN 978-2-9504568-3-0)avec Anne Siméon, Michel Queyriaux et Frédéric Siméon
- Contes et légendes d'Auvergne, Paris, Nathan Jeunesse, coll. « Contes et légendes », 1996, 193 p. (ISBN 978-2-09-282238-8)
- La Mouche qui lit[21], Voisins-le-Bretonneux, France, Éditions Rue du Monde, coll. « Pas Comme les Autres », 1998, 40 p. (ISBN 978-2-912084-08-8)avec Isabelle Simon (Illustrations)
- Un homme sans manteau, Le Chambon-sur-Lignon, France, Cheyne éditeur, coll. « Poèmes pour grandir », 2000, 43 p. (ISBN 978-2-84116-002-0)
- Sans frontières fixes, Le Chambon-sur-Lignon, France, Cheyne éditeur, coll. « Poèmes pour grandir », 2001, 2e éd., 43 p. (ISBN 978-2-84116-053-2, LCCN 2001462517)
- Aïe ! Un poète, Paris, France, Seuil Jeunesse, coll. « Seuil-Crapule », 2003, 48 p. (ISBN 978-2-02-059093-8)avec Nicole Claveloux (Illustrations), Henri Galeron (Illustrations), Tina Mercié (Illustrations)
- Ceci est un poème qui guérit les poissons, Voisins-le-Bretonneux, France, Éditions Rue du monde, coll. « Couleur carré », 2005, 40 p. (ISBN 978-2-915569-22-3)avec Olivier Tallec (Illustrations)
- Ici, Le Chambon-sur-Lignon, France, Cheyne éditeur, coll. « Poèmes pour grandir », 2009, 40 p. (ISBN 978-2-84116-143-0)

### Discographie
- Une Passion : Et ils me cloueront sur le bois. Poème de Jean-Pierre Siméon lu par Clotilde Mollet, musique de Jean-Sébastien Bach interprétée par l'ensemble Akadêmia. 1 double CD, Bayard musique, 2015[22].Création littéraire et musicale le 19 mars 2013 à l’Opéra de Reims.

## Prix et distinctions

### Prix littéraires
- 1978 : Prix Théophile-Briant
- 1981 : Prix Maurice-Scève
- 1984 : Prix Antonin-Artaud pour Fuite de l'immobile
- 1994 : Prix Guillaume-Apollinaire pour Le Sentiment du monde
- 1999 : Grand Prix du Mont-Saint-Michel
- 2006 : Prix Max-Jacob pour Lettres à la femme aimée au sujet de la mort
- 2010 : Prix international de Poésie Lucian Blaga à Cluj[12]
- 2022 : Prix Tudor Arghezi
- 2022 : Grand prix de poésie de l'Académie française pour l'ensemble de son œuvre[23]
- 2024 : Couronne d'or des Soirées poétiques de Struga[24]; Magnolia d'or (Grand Prix de Poésie) du 9ᵉ Festival international de Poésie de Shanghai[25],[26]

### Décorations
- Commandeur de l'ordre des Arts et des Lettres. Il est promu officier le 16 janvier 2014[27], puis commandeur le 12 mars 2019[28].

## Entretiens
- 2019 : entretien à la bibliothèque de Clermont-Ferrand[29].